# J.C. Lipon
J.C. Lipon (né le 10 juillet 1993 à Regina, dans la province de la Saskatchewan, au Canada) est un joueur professionnel canadien de hockey sur glace qui évolue au poste d'ailier droit.

## Biographie
Lipon ne passe pas par le repêchage de la Ligue de hockey de l'Ouest pour rejoindre les Blazers de Kamloops. Il joue sa première partie avec l'équipe le 18 septembre 2009 contre les Bruins de Chilliwack et récolte un point. En quatre saisons, il a récolté 188 points avec cette équipe et a été nommé deux fois joueur de la semaine dans la Ligue canadienne de hockey.
Lipon est sélectionné par les Jets de Winnipeg à la 91e position du repêchage d'entrée dans la LNH 2013. Ce choix avait été reçu des Blackhawks de Chicago avec un choix de 2e tour (Zach Sanford) pour Johnny Oduya. Il fait ses débuts dans la LNH le 18 janvier 2016 contre l'Avalanche du Colorado et marque son premier point le 5 mars 2016 contre les Canadiens de Montréal sur une passe pour le but de Andrew Copp.
Son frère Mitch Lipon est également joueur de hockey sur glace.

## Statistiques
| Saison     | Équipe                | Ligue      |    | Saison régulière | Saison régulière | Saison régulière | Saison régulière | Saison régulière |   | Séries éliminatoires | Séries éliminatoires | Séries éliminatoires | Séries éliminatoires | Séries éliminatoires |
| Saison     | Équipe                | Ligue      | PJ | B                | A                | Pts              | Pun              | PJ               | B | A                    | Pts                  | Pun                  |                      |                      |
| 2009-2010  | Blazers de Kamloops   | LHOu       | 53 | 3                | 10               | 13               | 38               | 3                | 0 | 0                    | 0                    | 0                    |                      |                      |
| 2010-2011  | Blazers de Kamloops   | LHOu       | 65 | 3                | 18               | 21               | 109              | -                | - | -                    | -                    | -                    |                      |                      |
| 2011-2012  | Blazers de Kamloops   | LHOu       | 69 | 19               | 46               | 65               | 111              | 10               | 2 | 7                    | 9                    | 20                   |                      |                      |
| 2012-2013  | Blazers de Kamloops   | LHOu       | 61 | 36               | 53               | 89               | 115              | 15               | 6 | 17                   | 23                   | 20                   |                      |                      |
| 2013-2014  | IceCaps de Saint-Jean | LAH        | 72 | 9                | 33               | 42               | 136              | 14               | 0 | 1                    | 1                    | 4                    |                      |                      |
| 2014-2015  | IceCaps de Saint-Jean | LAH        | 75 | 5                | 21               | 26               | 163              | -                | - | -                    | -                    | -                    |                      |                      |
| 2015-2016  | Moose du Manitoba     | LAH        | 45 | 13               | 17               | 30               | 87               | -                | - | -                    | -                    | -                    |                      |                      |
| 2015-2016  | Jets de Winnipeg      | LNH        | 9  | 0                | 1                | 1                | 5                | -                | - | -                    | -                    | -                    |                      |                      |
| 2016-2017  | Moose du Manitoba     | LAH        | 71 | 12               | 18               | 30               | 129              | -                | - | -                    | -                    | -                    |                      |                      |
| 2017-2018  | Moose du Manitoba     | LAH        | 68 | 17               | 21               | 38               | 103              | 9                | 1 | 0                    | 1                    | 13                   |                      |                      |
| 2018-2019  | Moose du Manitoba     | LAH        | 60 | 11               | 15               | 26               | 121              | -                | - | -                    | -                    | -                    |                      |                      |
| 2019-2020  | Moose du Manitoba     | LAH        | 61 | 13               | 18               | 31               | 100              | -                | - | -                    | -                    | -                    |                      |                      |
| 2020-2021  | Dinamo Riga           | KHL        | 37 | 8                | 12               | 20               | 74               | -                | - | -                    | -                    | -                    |                      |                      |
| 2020-2021  | IK Oskarshamn         | SHL        | 8  | 0                | 2                | 2                | 25               | -                | - | -                    | -                    | -                    |                      |                      |
| 2021-2022  | HK Sotchi             | KHL        | 27 | 3                | 7                | 10               | 31               | -                | - | -                    | -                    | -                    |                      |                      |
| 2021-2022  | Sibir Novossibirsk    | KHL        | 5  | 0                | 0                | 0                | 5                | 5                | 0 | 2                    | 2                    | 2                    |                      |                      |
| 2022-2023  | Straubing Tigers      | DEL        | 53 | 20               | 21               | 41               | 57               | 7                | 1 | 1                    | 2                    | 2                    |                      |                      |
| Totaux LNH | Totaux LNH            | Totaux LNH | 9  | 0                | 1                | 1                | 5                | -                | - | -                    | -                    | -                    |                      |                      |